# Hestersgöl
Hestersgöl är en sjö i Vetlanda kommun i Småland och ingår i Emåns huvudavrinningsområde. Sjön är 7,5 meter djup, har en yta på 0,0829 kvadratkilometer och är belägen 240,6 meter över havet.

## Delavrinningsområde
Hestersgöl ingår i det delavrinningsområde (636075-145608) som SMHI kallar för Mynnar i Grumlan. Avrinningsområdets medelhöjd är 220 meter över havet och ytan är 36,96 kvadratkilometer. Räknas de 2 delavrinningsområdena uppströms in blir den ackumulerade arean 110,08 kvadratkilometer. Hjärtån som avvattnar avrinningsområdet har biflödesordning 3, vilket innebär att vattnet flödar genom totalt 3 vattendrag innan det når havet efter 164 kilometer. Delavrinningsområdet består mestadels av skog (68 procent), öppen mark (10 procent) och jordbruk (15 procent). Avrinningsområdet har 0,77 kvadratkilometer vattenytor vilket ger det en sjöprocent på 2,1 procent. Bebyggelsen i området täcker en yta av 0,33 kvadratkilometer eller 1 procent av avrinningsområdet.